# Laurent Bonnart
Laurent Bonnart (Chambray-lès-Tours, 25 de dezembro de 1979) é um ex-futebolista francês que atua como lateral.

## Títulos
Olympique de Marseille
- Copa da Liga Francesa: 2009-10
- Campeonato Francês: 2009-10